# Michiel Bartman
Michiel Bernhard Emiel Marie Bartman (Badhoevedorp, 19 maggio 1967) è un ex canottiere olandese.

## Palmarès

### Olimpiadi
- 3 medaglie:
  - 1 oro (Atlanta 1996 nell'otto)
  - 2 argenti (Sydney 2000 nel quattro di coppia; Atene 2004 nell'otto)